# CONMEBOL Beach Soccer Championship 2011
Il Campionato sudamericano di beach soccer 2011 è la 4ª edizione di questo torneo.

## Squadre partecipanti
Di seguito le 9 squadre partecipanti.
- Brasile
- Argentina
- Paraguay
- Uruguay
- Ecuador

- Venezuela
- Colombia
- Cile
- Perù

## Fase a gironi
Di seguito la fase a gironi.

### Girone A
| Team      | G | V | V+ | P | GF | GS | +/- | P  |
| --------- | - | - | -- | - | -- | -- | --- | -- |
| Brasile   | 4 | 4 | 0  | 0 | 44 | 6  | +38 | 12 |
| Venezuela | 4 | 2 | 0  | 2 | 15 | 19 | −4  | 6  |
| Paraguay  | 4 | 1 | 1  | 2 | 21 | 32 | −11 | 5  |
| Cile      | 4 | 1 | 0  | 3 | 17 | 21 | −4  | 3  |
| Perù      | 4 | 0 | 1  | 3 | 13 | 32 | −19 | 2  |

| Squadra 1 | Risultato                        | Squadra 2 |
| --------- | -------------------------------- | --------- |
| Venezuela | 5-2 Report                       | Perù      |
| Brasile   | 14-1 Report                      | Paraguay  |
| Cile      | 6-3 Report                       | Paraguay  |
| Brasile   | 13-1 Report                      | Perù      |
| Paraguay  | 9-5 Report                       | Perù      |
| Venezuela | 3-2 Report                       | Cile      |
| Paraguay  | 8-7 dts Report                   | Venezuela |
| Brasile   | 10-4 Report                      | Cile      |
| Perù      | 5-5 (1-0 Calci di rigore) Report | Cile      |
| Brasile   | 7-0 Report                       | Venezuela |

### Girone B
| Team      | G | V | V+ | P | GF | GS | +/- | P |
| --------- | - | - | -- | - | -- | -- | --- | - |
| Argentina | 3 | 3 | 0  | 0 | 11 | 6  | +5  | 9 |
| Colombia  | 3 | 1 | 1  | 1 | 12 | 9  | +3  | 5 |
| Uruguay   | 3 | 1 | 0  | 2 | 14 | 10 | +4  | 3 |
| Ecuador   | 3 | 0 | 0  | 3 | 9  | 21 | −12 | 0 |

| Squadra 1 | Risultato            | Squadra 2 |
| --------- | -------------------- | --------- |
| Argentina | 4-3 Report           | Ecuador   |
| Colombia  | 3-3 (1-0 dcr) Report | Uruguay   |
| Argentina | 2-0 Report           | Colombia  |
| Uruguay   | 8-2 Report           | Ecuador   |
| Colombia  | 9-4 Report           | Ecuador   |
| Argentina | 5-3 Report           | Uruguay   |

## Finali

### Semifinali
| Squadra 1 | Risultato  | Squadra 2 |
| --------- | ---------- | --------- |
| Brasile   | 6-2 Report | Colombia  |
| Argentina | 3-2 Report | Venezuela |

### Finali

#### 3º-4º posto
| Squadra 1 | Risultato  | Squadra 2 |
| --------- | ---------- | --------- |
| Venezuela | 5-2 Report | Colombia  |

#### Finale
| Squadra 1 | Risultato  | Squadra 2 |
| --------- | ---------- | --------- |
| Brasile   | 6-2 Report | Argentina |

## Classifica Finale
Queste le posizioni nel dettaglio.
| Pos | Team      |
| --- | --------- |
| 1   | Brasile   |
| 2   | Argentina |
| 3   | Venezuela |
| 4   | Colombia  |
| 5   | Uruguay   |
| 6   | Paraguay  |
| 7   | Cile      |
| 8   | Ecuador   |
| 9   | Perù      |